# コシノヒロコ
コシノ ヒロコ（本名：小篠 弘子（読み同じ）、1937年〈昭和12年〉1月15日 - ）は、日本のファッションデザイナー。大阪府岸和田市五軒屋町出身。関西大学客員教授、神戸芸術工科大学客員教授、神戸松蔭女子学院大学客員教授。血液型A型。

## 人物
父は小篠家に婿入りした紳士服職人の川崎武一（かわさき たけいち）（1912 - 1945）。母は同じくファッションデザイナーの小篠綾子。同じくファッションデザイナーの妹コシノジュンコ（小篠順子）、コシノミチコ（小篠美智子）とともに「コシノ三姉妹」として知られる。娘（次女）の小篠ゆまもファッションデザイナーである。長女の小篠由佳は株式会社ヒロココシノの代表取締役社長。
3歳の頃より祖父の影響で歌舞伎、文楽、お茶屋の文化に親しむなど、幼少の頃から様々な事に興味をもち、中でも絵を描く事を好み、将来の夢として絵描きを志す。
大阪府立岸和田高等学校在学中に美術部に入部、絵画を学ぶ。高校卒業後、美大進学を母親に反対され進路に迷っていたが中原淳一のデザインの絵を見て、縫製嫌いだったコシノは縫わずとも画家という形でファッションに携わることができると気づき、ファッションの世界に進む事を決意。
上京後、文化服装学院に通いつつ、スタイル画の大家、原雅夫に師事。「銀座小松ストアー（現・ギンザコマツ）」に勤務し、銀座で三宅一生、高田賢三らと交流する。
アーティストとしても活動しており、2012年には東京・銀座に旗艦店の「ヒロココシノ銀座店」とあわせてアート作品展示館の「KHギャラリー」をオープン。翌2013年には、兵庫県芦屋市の安藤忠雄設計の旧自邸をギャラリーとして改装し、「KHギャラリー芦屋」として予約制で一般公開している。アート作品を発表する際は、本名の「小篠弘子」と表記している。
地元・大阪府岸和田市のだんじり祭りの時期には、「お母ちゃんのためにも」と3姉妹で岸和田に帰郷している。
プロ野球監督の星野仙一との親交でも知られ、星野の大阪後援会では副会長（婦人部部長）を務めている他、文化服装学院の同窓会・すみれ会の会長を十年ほど務めていた。

## 経歴
- 1957年、文化服装学院在学中にN.D.C.（日本デザイナークラブ）デザインコンクール第1位受賞。
- 1959年、文化服装学院卒業（ファッションデザイン科 7期）[11][12]。
- 1961年、卒業後、銀座小松ストアー（現ギンザコマツ）ヤングレディースコーナー専属デザイナーを経て、自身のブランドを設立。
- 1964年、大阪・心斎橋にオートクチュールアトリエを開設。
- 1970年、朝日放送系のテレビドラマ『お荷物小荷物』ドレスコンサルタントとして参画。
- 1977年、東京コレクション参加。以後年2回出品。
- 1978年、ローマのオートクチュール・コレクション「アルタ・モーダ」に日本人として初めて参加。
- 1982年、パリ・プレタポルテコレクションに参加。以後年2回参加。
- 1984年、中国・上海で日本人として初めてコレクションを発表。
- 1987年、コシノヒロコの呼びかけにより大阪府、大阪市、経済団体が開催委員会を結成し[13]、同年11月25日に第1回目となる大阪コレクションをマイドームおおさかにて開催[14]。
- 1987年、韓国・ソウルでコレクションを発表。
- 1988年、昭和学院秀英高等学校の制服をデザイン。
- 1990年、沼津学園高等学校（現・飛龍高等学校）の制服をデザイン。
- 1993年、パリ・コレクション参加10年を機に、コレクション参加を中止。
- 1995年、アメリカ・ワシントンD.C.における第11回国際アパレル連盟総会で、アジアを代表するデザイナーとして講演。
- 1997年、大阪近鉄バファローズのユニフォームをデザイン。コシノヒロコ作品集「HK2001」を出版。
- 2000年、郷里である大阪府岸和田市で、ヒロコ、ジュンコ、ミチコ3姉妹のコレクションを開催。
- 2001年、芦屋・奥池に生活の拠点を移し、アトリエ、ギャラリー&ゲストハウス「SEMPER」が完成。
- 2002年、墨絵を中心とした「仄かと閃き」展を東京ヒロココシノギャラリーで開催。
- 2005年、環境省主催の地球温暖化防止活動の一環として愛・地球博で開催された「COOL BIZ Collection」の総合プロデューサーを務める。
- 2007年、阪神タイガースの交流戦用ユニフォームをデザイン。
- 2009年、パリ・コレクションに復帰。
- 2010年、体操日本代表のユニホームをデザイン。
- 2012年、東京・銀座の並木通りに旗艦店を移転し、アートギャラリー KHギャラリー銀座 を併設。自身のアート作品を季節ごとに発表している。
- 2013年、兵庫県芦屋市の安藤忠雄設計の旧自邸をギャラリーとして改装し、 KHギャラリー芦屋 をオープン。
- 2018年、神戸ファッション美術館の任期5年間の名誉館長に就任[15]。

## 展覧会
- 1994年、大阪・近鉄アート館にて開催した「コシノヒロコ展」にて、書と水墨画を発表。
- 2003年、コレクション作品抜粋と水墨画を中心とした「コシノヒロコの仕事展」を大阪・近鉄アート館で開催。
- 2004年、芦屋市からの要請を受け、ファッションをはじめ書画、絵画などのこれまでの創作活動の集大成として「コシノヒロコ展」を芦屋市立美術博物館で開催。
- 2005年、大阪にて「コシノヒロコ展 —アートワークを中心に」（大阪・アートコートギャラリー）を開催し、書、墨象、絵画を発表。
- 2006年、「蓮 —コシノヒロコ展」（上越市・小川未明文学館市民ギャラリー）にて蓮をモチーフとした絵画作品を発表。「コシノヒロコ展」（鹿児島・山形屋）にて絵画と書を発表。
- 2008年、広島にて「コシノヒロコが描く世界」（広島・筆の里工房）を開催し、絵画、墨象、水墨、書を発表。
- 2010年、パリのCité de l’architecture & du patrimoine にて書と絵画を発表。
- 2011年、パリ装飾美術館にて開催された「Hiroko Koshino Creations 2011」にて絵画を発表。
- 2012年、パリ・マレ地区のギャラリー Galerie Hors-Champsにて絵画のみの個展開催。
- 2013年、姫路にて「小篠弘子 アートの世界」展（姫路山陽百貨店美術画廊）を開催。
- 2013年、大阪・梅田にて「小篠弘子 絵筆で紡ぐアートの世界」（阪神梅田本店美術画廊）を開催。
- 2013年、大阪・心斎橋にて「小篠弘子 絵筆の贈り物」（大丸心斎橋店）を開催。
- 2014年、パリ・サンジェルマン地区のギャラリー Galerie Nicolas Demanにて絵画のみの個展開催。
- 2014年、京都にて「小篠弘子 絵筆の贈り物」（大丸京都店）を開催。
- 2015年、淡路島にて「HIROKO KOSHINO EXHIBITION　ーコシノヒロコ展 ー」（兵庫県立淡路夢舞台国際会議場）を開催。
- 2015年、大阪・心斎橋にて「コシノヒロコ展 ̶絵筆の軌跡̶」（大丸心斎橋店）を開催。
- 2017年、新宿にてアート企画展「コシノヒロコ展 -COLORS- “今放つ、彩りの軌跡”」（伊勢丹新宿本店本館5階・アートギャラリー）を開催[16]。

## 受賞
- 1957年 - N.D.C.(日本デザイナー協会)デザインコンクール第1位受賞。
- 1997年 - 第15回毎日ファッション大賞受賞。
- 2001年 - 大阪芸術賞受賞。
- 2012年 - 第10回グッドエイジャー賞受賞。

## CM
- 1997年 KINCHO『タンスにゴン』

## 楽曲提供
- 河口恭吾「名もなき花よ」（作詞）

## 著書
- Hiroko Koshino コシノヒロコ 著 ヒロココシノデザインオフィス  2004
- 120歳までキレイでいたい : コシノヒロコ×リュウイン : 漢方医学とともに実現するアンチエイジング コシノヒロコ, リュウイン 著 扶桑社  2007
- だんじり母ちゃんとあかんたれヒロコ : デザイナー三姉妹と母の物語 コシノヒロコ 著 マガジンハウス  2011
- だんじり母ちゃんとコシノ3姉妹 コシノヒロコ 監修,國廣幸亜 漫画 マガジンハウス  2011
- HIROKO KOSHINO コシノヒロコ 著 丸善プラネット  2017